# Rabodanges
Rabodanges ist eine Commune déléguée in der französischen Gemeinde Putanges-le-Lac mit 174 Einwohnern (Stand: 1. Januar 2022) im Département Orne in der Region Normandie.

## Geschichte
- Der Name der Pfarrgemeinde war bis 1650 „Culley-sur-Orne“
- Der Name „Rabodanges“ ist eine Abwandlung von „Rabodinghes“, das im Artois bei Saint-Omer liegt. Hier war die Familie beheimatet, der auch Culley gehörte, und die sich im 15. Jahrhundert in der Normandie niederließ. König Ludwig XIV. schuf für den Herrn von Rabodanges den Titel eines „Marquis de Rabodanges“. Der letzte Angehörige der Familie starb 1792.

Mit Wirkung vom 1. Januar 2016 wurden die bisherigen Gemeinden Chênedouit, La Forêt-Auvray, La Fresnaye-au-Sauvage, Ménil-Jean, Putanges-Pont-Écrepin, Rabodanges, Les Rotours, Saint-Aubert-sur-Orne und Sainte-Croix-sur-Orne zu einer Commune nouvelle mit dem Namen Putanges-le-Lac zusammengeschlossen und haben in der neuen Gemeinde den Status einer Commune déléguée. Der Verwaltungssitz befindet sich im Ort Putanges-Pont-Écrepin. Die Gemeinde Rabodanges gehörte zum Arrondissement Argentan und zum Kanton Athis-de-l’Orne.

## Bevölkerungsentwicklung
- 1962: 250
- 1968: 217
- 1975: 170
- 1982: 168
- 1990: 149
- 1999: 157
- 2007: 167
- 2013: 144

## Sehenswürdigkeiten
- Das Schloss
- Der Stausee Lac de Rabodanges